# Hanna Pieńkowska
Hanna Pieńkowska (ur. 9 września?/22 września 1917 w Żytomierzu, zm. 18 czerwca 1976) – polska konserwatorka zabytków.

## Życiorys
Córka neurologa i psychiatry Stefana Pieńkowskiego i Wiktorii z Sawickich. Studia z historii sztuki rozpoczęła przed II wojną światową; po wojnie osiadła w Krakowie, gdzie po ukończeniu studiów podjęła pracę w Urzędzie Konserwatorskim pod kierunkiem Józefa Dutkiewicza; po jego przejściu na Akademię Sztuk Pięknych w Krakowie została w 1951 wojewódzkim konserwatorem zabytków. Na stanowisku tym pozostała do końca życia. W 1950 obroniła doktorat.
Jako konserwator zajmowała się ratowaniem zabytków, była autorką nowatorskich metod ochrony, prowadziła dokładną dokumentację konserwatorską. W latach 50. działała na rzecz powołania Stowarzyszenia Konserwatorów Zabytków. Przyczyniła się do uratowania wsi Chochołów, założenia Nadwiślańskiego Parku Etnograficznego w Wygiezłowie, powstania ogrodów renesansowych w Mogilanach. Była autorką ponad 100 prac naukowych, w tym koncepcji ochrony Lanckorony oraz artykułów w Polskim Słowniku Biograficznym (m.in. życiorysu Maurycego Gottlieba). 
W latach 1966–1970 była prezesem krakowskiego oddziału Stowarzyszenia Historyków Sztuki.  
Wraz z mężem, poetą Tadeuszem Staichem, była miłośniczką pieszych wędrówek po Tatrach. Jako konserwator działała na rzecz uratowania zabytkowych szałasów tatrzańskich. Swojej pasji poświęciła książkę Drogami skalnej ziemi. Podtatrzańska włóczęga krajoznawcza (1956, razem z mężem).
Odznaczona Krzyżem Kawalerskim Orderu Odrodzenia Polski.

## Upamiętnienie
- Wraz z Jerzym Łomnickim jest patronką dorocznej nagrody Stowarzyszenia Konserwatorów Zabytków, ustanowionej w 1984 roku[2].
- W 2004 roku Rada Miasta Nowego Sącza podjęła decyzję o nadaniu dawnej ulicy Stolarskiej imienia Hanny Pieńkowskiej[7].